# Parafia Bossier
Parafia Bossier (ang. Bossier Parish) – parafia cywilna w stanie Luizjana w Stanach Zjednoczonych. Obszar całkowity parafii obejmuje powierzchnię 867,22 mil2 (2 246,10 km²). Według danych z 2010 r. parafia miała 116 979 mieszkańców. Parafia powstała w 24 lutego 1843 roku i nosi imię Pierre'a Bossiera, który był członkiem Izby Reprezentantów ze stanu Luizjana.

## Sąsiednie parafie / hrabstwa
- Hrabstwo Lafayette (Arkansas) (północ)
- Parafia Webster (wschód)
- Parafia Bienville (południowy wschód)
- Parafia Red River (południe)
- Parafia Caddo (zachód)
- Hrabstwo Miller (Arkansas) (północny zachód)

## Miasta
- Benton
- Bossier City
- Haughton
- Plain Dealing
- Shreveport

## CDP
- Eastwood
- Red Chute